# Ken Coates
Kenneth (Ken) Sidney Coates (ur. 16 września 1930 w Leeku, zm. 27 czerwca 2010 w Matlocku) – brytyjski polityk, publicysta, socjolog i aktywista pacyfistyczny oraz antynuklearny, poseł do Parlamentu Europejskiego III i IV kadencji.

## Życiorys
W 1948 odmówił służby wojskowej, podejmując pracę w zawodzie górnika. W 1956 uzyskał stypendium uczelniane, kończąc następnie socjologię na University of Nottingham.
Działał w Komunistycznej Partii Wielkiej Brytanii, w połowie lat 50. zrezygnował jednak z członkostwa. Po powstaniu węgierskim z 1956 deklarował poglądy trockistowskie. Współtworzył brytyjską trockistowską International Group, był dyrektorem BRPF (pacyfistycznej fundacji odwołującej się do dorobku Bertranda Russella) i redaktorem jej periodyku „The Spokesman”.
Jako autor lub współautor opublikował liczne pozycje książkowe, poświęcone głównie historii związków zawodowych i historii socjalizmu, m.in. The history of the Transport and General Workers' Union (1991), Poverty: the Forgotten Englishmen (1970), Workers' Control (1968, 2005), The Dangerous Decade (1984)).
Z ramienia Partii Pracy w 1989 po raz pierwszy uzyskał mandat eurodeputowanego. Z powodzeniem ubiegał się o reelekcję w 1994. Pracował m.in. w Podkomisji Praw Człowieka, którą kierował od 1992 do 1994. W 1998 został wykluczony z Partii Pracy.
Ken Coates był żonaty z Tamarą, miał sześcioro dzieci (trzech synów i trzy córki).